# Surplex
Surplex GmbH din Düsseldorf, Germania, este o casă de licitații industriale care s-a specializat în comerțul cu echipamente tehnice second-hand. Societatea achiziționează și vinde pe plan mondial utilaje și instalații industriale second-hand, desfășoară licitații online și oferă expertize și evaluări. Se numără printre puținele firme ale fostei New Economy care au azi o situație profitabilă.

## Istoric

### Înființare
Surplex.com AG a fost înființată de frații Bruno și Florian Schick la sfârșitul anului 1999 ca o companie startup tipică erei dotcom. Idea de bază a fost dezvoltarea unei platforme online care să simplifice comerțul cu utilaje second-hand și să facă mai transparentă piața puternic segmentată a utilajelor second-hand.
Acest model de afacere a atras numeroși investitori instituționali și privați. Consorții internaționale cu capital de risc precum Carlyle Group sau grupul francez Vivendiau investit în total 50 mil. euro. Firmei Surplex i s-au alăturat de asemenea renumiți investitori privați, ca de exemplu Lars Schlecker, Lars Windhorst, Marc Schrempp sau președintele Fiat, Paolo Fresco.
Platforma B2Ba Surplex a fost deja la începutul activității lider de piață în ceea ce privește comercializarea utilajelor și instalațiilor second-hand, iar în anul 2001 a fost desemnată cea mai bună platformă de către Forrester Research. Până în 2006 Surplex a publicat cea mai mare revistă de specialitate pe plan mondial pentru produse industriale uzate, .communicator (tiraj: 45.000).

### Criză (2001–2003)
Odată cu spargerea bulei dotcom, Surplex.com AG a intrat și ea într-o criză profundă. S-au închis filiale, sediul firmei s-a mutat înapoi de la Berlin la Düsseldorf și cele mai multe dintre cele în jur de 140 de locuri de muncă au fost desființate. În martie 2003 conducerea firmei a fost preluată de Michael Werker, care a venit de la grupul tehnologic tradițional specializat în construcția de mașini Deutz la Surplex.

### Consolidare (2004–2009)
Între 2004 și 2009 platforma de licitații surplex.com a fost dezvoltată continuu. De atunci Surplex desfășoară licitații industriale mari, de ex. pentru Linde, ABB, ThyssenKrupp și Bayer. Modelul de afacere, inițial pur digital, a fost completat cu servicii analoage, obișnuite în comerțul clasic cu utilaje. Cu această strategie de interconectare de servicii online- și offline, Michael Werker și Uli Stalter au înființat la începutul anului 2009 Surplex GmbH

### Internaționalizare (din 2010)
Începând cu 2010, Surplex GmbH înregistrează o dezvoltare continuă. Numărul angajaților a crescut până în 2020 de la 15 la peste 200, în timp ce cifra de afaceri a urcat la aproape 100 mil. euro (2019). În 2013, odată cu societatea italiană Surplex Srl, s-a înființat prima filială din afara Germaniei. Azi Surplex deține birouri în peste 13 țări europene (situația în noiembrie 2020), printre care Spania, Franța și Marea Britanie.
Din vara anului 2020 la conducerea societății a ajuns doamna Ghislaine Duijmelings, cu experiență internațională, în calitate de al treilea director general, alături de Michael Werker și Ulrich Stalter.
În august 2024, Surplex a fost achiziționat de TBAuctions, un grup european multibrand (Troostwijk Auctions, Klaravik, Surplex, Auksjonen, PS Auctions, British Medical Auctions, Vavato și Auktionshuset dab) și o platformă digitală de licitații B2B.

## Produse
În 2020, nucleul afacerii îl constituie platforma de licitații în 16 limbi. În cadrul a peste 500 de licitații se comercializează peste 55.000 de produse industriale anual. Produsele industriale provin de obicei din închiderea unor întreprinderi, restructurări sau insolvențe. Surplex oferă vânzări directe, precum și toate serviciile online necesare în comerțul global cu utilaje second-hand. Printre acestea se numără demontare, transport și vămuire. Sub numele de marcă Valuplex Surplex întocmește expertize și evaluări.